# Дан'ян-Куньшаньський віадук
Дан'ян-Куньшаньський віадук — найдовший міст у світі, зведений як частина Пекін-Шанхайської високошвидкісної залізниці. Будівництво почалося у 2007 році і по завершенню у 2010 році його довжина становила 164 800 метрів. Офіційне відкриття віадуку відбулося у червні 2011 року. Розташований у Східному Китаї, в провінції Цзянсу, між містами Шанхай та Нанкін, в дельті річки Янцзи, де характерними ландшафтами є рисові чеки, канали, річки і озера. Прямує майже паралельно річці Янцзи, від 5 до 50 миль на південь. Приблизно 9 км моста прокладено над водною поверхнею, найбільша водойма, яку перетинає Дан'ян-Куньшаньський віадук, — озеро Янчен.
Дан'ян-Куньшанським віадуком поїзди курсують зі швидкістю до 300 км/год, що вимагає точність проєктування та якість будівництва. Конструкція віадуку витримує  великі навантаження, забезпечує  стабільність руху поїздів.

## Історія
Рекордне будівництво.
Зведення віадуку тривало 4 роки — з 2007 по 2011 год. Відкриття віадуку у 2011 року стало символом швидкості та злагодженої роботи понад 1000 інженерів, будівельників та спеціалістів залізничної галузі.
Значення для транспорту.
Даньян-Куньшаньский виадук — ключовий елемент однієї з найзавантажених високошвидкісних ліній у світі, який скорочує час в дорозі між найбільшими містами Китаю та підвищує пропускну здатність, забезпечує перевезення мільйонів пасажирів та тонни різноманітних вантажів.

## Галерея

Дан'ян-Куньшанський віадук
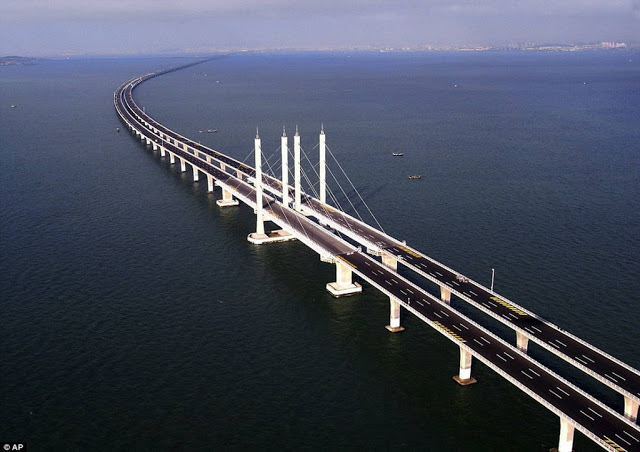
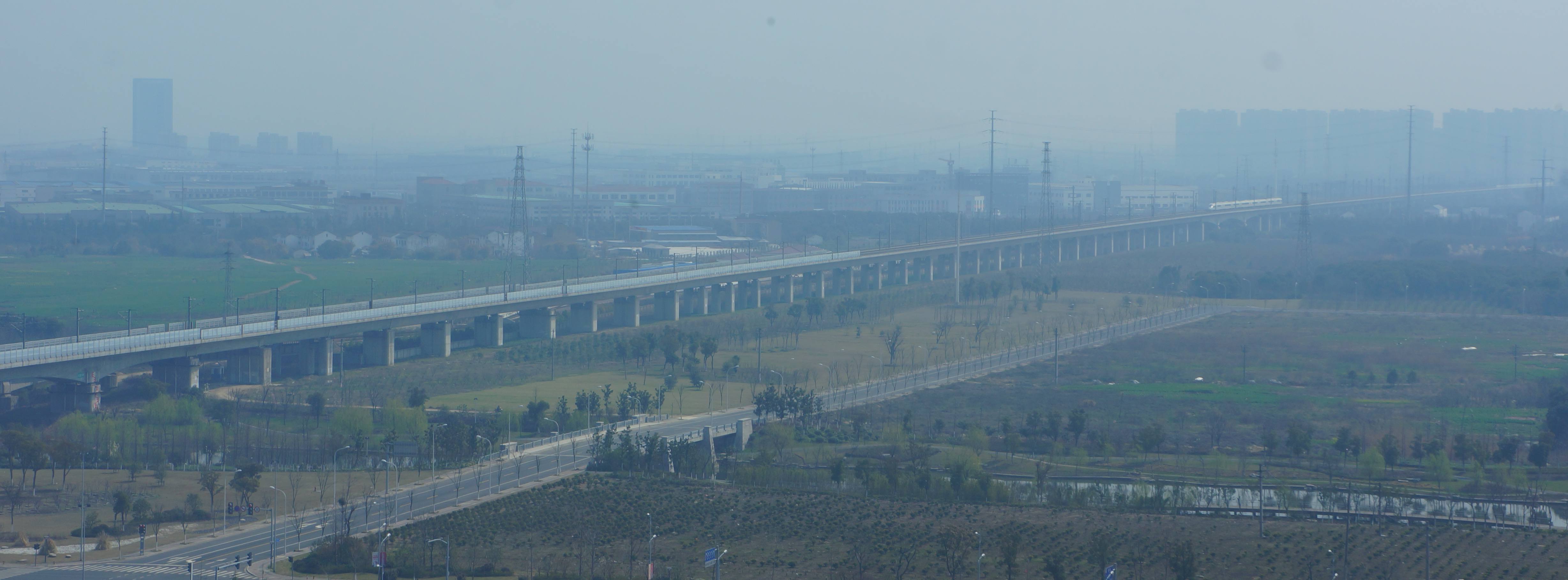